# Sphenomorphus stellatus
Sphenomorphus stellatus este o specie de șopârle din genul Sphenomorphus, familia Scincidae, descrisă de Boulenger 1900. Conform Catalogue of Life specia Sphenomorphus stellatus nu are subspecii cunoscute.